# Новосветловский поселковый совет
Новосветловский поселковый совет (укр. Новосвітлівська селищна рада) — административно-территориальная единица Краснодонского района Луганской области Украины.
Административный центр поселкового совета находится в 
пгт Новосветловка.

## Населённые пункты совета
- пгт Новосветловка
- с. Катериновка
- с. Лысое

## Адрес поссовета
94455, Луганська обл., Краснодонський р-н, смт. Новосвітлівка, вул. Дорожна, 40; тел. 92-3-70 (укр.)